# Shota Matsuhashi
Shota Matsuhashi (Nagasaki, 3 augustus 1982) is een Japans voetballer.

## Clubcarrière
Matsuhashi speelde tussen 2001 en 2011 voor Oita Trinita, Vissel Kobe en Roasso Kumamoto. Hij tekende in 2012 bij V-Varen Nagasaki.